# Henschel Hs 123
Henschel Hs 123 byl německý dvouplošný střemhlavý bombardér a bitevní letoun užívaný především ve španělské občanské válce a v druhé světové válce.

## Vývoj
Německá firma Henschel se zabývala výrobou lokomotiv. Brzy po Hitlerově vzestupu k moci se Henschel rozhodl zabývat návrhem a konstrukcí letadel. Hs 123 byl navržen na základě požadavku RLM z roku 1933 na střemhlavý bombardér pro potřeby znovu vzniklé Luftwaffe. Soutěže se zúčastnily firmy Henschel a Fieseler (s projektem Fi 98). Luftwaffe požadovala jednomístný dvojplošný střemhlavý bombardér. Generál Ernst Udet, eso z první světové války, předvedl první prototyp Hs 123 V1 (Werk-Nr.265) před veřejností 8. května 1935 na letišti Berlín-Johannisthal. První tři Henschelovy prototypy byly poháněny motory BMW 132A-3 o výkonu 650 hp (485 kW) a byly testovány v Rechlinu v roce 1936. Hladký kryt motoru měl jen první prototyp, další stroje Hs 123 V2 (Werk-Nr.266, imatrikulace D-ILUA) a Hs 123 V3 (Werk-Nr.267, D-IKOU) už měly těsně přiléhající kryt, který obsahoval 18 krytek chránících hlavy válců motoru, přičemž třetí prototyp měl i dva kulomety MG 17 ráže 7,92 mm v trupu. Henschelův prototyp vypadal se svými napínacími lanky, mezikřídelními vzpěrami a pevným kapotovaným podvozkem poněkud zastaralý, ale byl celokovové konstrukce, měl čisté linie a nadprůměrnou manévrovatelnost. Spodní křídlo s jedním nosníkem bylo značně menší než vrchní křídlo se dvěma nosníky.
Celkové výkony Hs 123 V1 předčasně ukončily všechny šance na úspěch tradičněji koncipovaného Fi 98, který byl zrušen poté, co byl postaven jediný prototyp. Během testování předvedl Hs 123 schopnost vybrat téměř vertikální střemhlavý let, ale 2 prototypy byly zničeny během armádních zkoušek při haváriích, v důsledku poškození struktury křídel (při střemhlavém letu se utrhlo horní křídlo při vysokých rychlostech). Čtvrtý prototyp Hs 123 V4 (Werk-Nr.670, D-IZXY) měl proto zesílenou konstrukci centroplánu a křídel, konkrétně šlo o osazení silnějších trupových podpěr křídla. Tento letoun byl, po dalších zkouškách, přijat pro sériovou výrobu. RLM nejprve objednalo osmnáct předsériových Hs 123 A-0, první kusy sériové verze Hs 123A-1 byly odeslány bojovým jednotkám na jaře roku 1936. S motorem BMW 132Dc o výkonu 880 hp (656 kW) s přímým vstřikem paliva.
Hs 123 byl zamýšlen jako náhrada dvojplošného průzkumného a střemhlavého bombardéru Heinkel He 50, ale také jako prostředník před zařazením do služby Junkersu Ju 87. Proto byla výroba omezena a nebyly plánované další vylepšení, přestože byla v roce 1938 sestrojena vylepšená verze Hs 123b. Byl předložen návrh osadit letadlo silnějším, 960 hp (716 kW) motorem BMW 132 G, ale nedostal se dál než na úroveň prototypu Hs 123 V5 (Werk-Nr.769, D-INRA). Na tomto draku se následně testovaly motory BMW 132 J a BMW 132 KV. Prototyp Hs 123 V6 (Werk-Nr.797, D-IHDI) s motorem BMW 132 J a zatahovatelným krytem kokpitu se měl stát verzí Hs 123 C. V pouzdrech pod spodním křídlem nesl další dva kulomety MG 17. Poslední prototyp Hs 123 V7 (D-IUPO) byl poháněn motorem BMW 132 K.
Navzdory všemu produkce typu Hs 123 skončila v říjnu 1938 po postavení méně než 1 000 strojů ve všech verzích.

## Operační nasazení

### Předválečné období

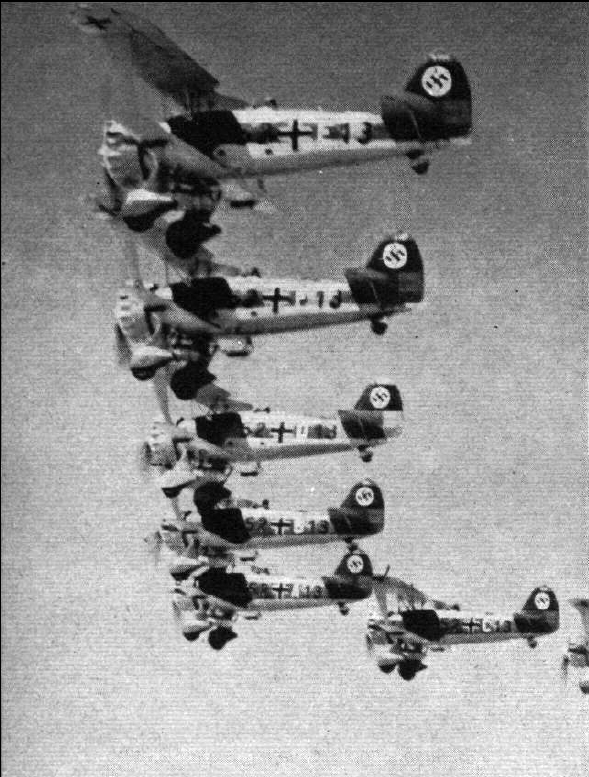
Předválečná jednotka strojů Henschel Hs 123A

Malé předsériové množství Hs 123 A-0 bylo pro Luftwaffe dokončeno v roce 1936 k testování v polních podmínkách. Tuto první zásilku následovala jemně modifikovaná série Hs 123 A-1 – první skutečné sériové kusy. Sériové stroje měly pancéřovanou opěrku hlavy, aerodynamický kryt, odnímatelnou kapotáž podvozku a kapotované ostruhového kolo. Hlavní náklad zbraní sestával ze čtyř 50 kg pum SC50, které byly umístěny na závěsnících na dolním křídle spolu s dalšími 250 kg pumami SC250 na vidlici pod trupem. Obvykle tam však byly umístěny přídavné nádrže, které byly v případě nouze odhozeny. V předku letadla byly 2 kulomety MG 17 ráže 7,92 mm synchronizované, aby střílely okruhem vrtule.
Stroj byl zařazen do služby v jednotce I./St.G 162 na podzim roku 1936. Jeho kariéra se předčasně zkrátila s příchodem Ju 87A do této jednotky. Zbývající Hs 123 byly začleněny do dočasné jednotky Fliegergeschwader 100 v době Mnichovské krize. Tato jednotka vznikla z nouze, používala zastaralá letadla a její hlavní úlohou byly útoky na pozemní cíle.
Podepsáním Mnichovské dohody krize skončila, jednotka byla rozpuštěna a její členové byli převeleni do jiných jednotek. V průběhu roku 1939 již Luftwaffe považovala Hs 123 za zastaralý, a to i navzdory úspěchům v Španělské občanské válce. Letky přímé pozemní podpory (Schlachtgeschwader) byly rozpuštěny, přičemž zůstala jen jedna letka II. (Schl)/LG2, která byla vybavena stroji Hs 123.

### Španělská občanská válka
Dne 3. června 1936 byly na žádost plukovníka (později polního maršála) Wolframa von Richthofen, náčelníka štábu Legie Condor, převeleny do Španělska dva stroje Hs 123 A-0 v roli taktických bombardérů. Do března 1937 byly do Španělska dodány další čtyři stroje. V důsledku bojů byly čtyři ztraceny, zbylé dva byly předány Španělům, kteří je zařadily do Grupo Mixto 86-G-70.
V jejich zamýšlené roli se Hs 123 ukázaly jako omyl, překážel jejich malý dolet a schopnost nést jen malé množství pum. Namísto toho byly Hs 123 se základnou v Seville použity k podpoře pozemních vojsk, což byla role, v níž jejich malý dolet nebyl až takovou překážkou a jejich schopnost přesného bombardování byla důležitější než velká nosnost. Bojové nasazení Hs 123 prokázalo neobyčejnou pružnost při misích podpory pozemních vojsk, kdy byl schopen absorbovat i velké poškození a dokonce i přímé zásahy do trupu a motoru.
Velkým dojmem zapůsobil Hs 123 na frankisty v bojových podmínkách a proto od Německa odkoupili 12 strojů Hs 123 B-1 dodané v říjnu 1936. Ve Španělsku byly Hs 123 známé jako „Angelito“ (andílek). Po občanské válce byla z letounů vytvořena Escuadrilla 61. Nejméně jeden Hs 123 byl ve službách španělských vzdušných sil (Ejército del Aire) ještě dlouho po občanské válce.

### Čínsko-japonská válka (1937-1945)
Devět kusů Hs 123 bylo prodáno do Číny, kde byly nasazeny u 15. letecké armády v čínsko-japonské válce v roli střemhlavých bombardérů proti japonským válečným lodím podél řeky Jang-c’-ťiang a to hlavně v roce 1938.

### Druhá světová válka

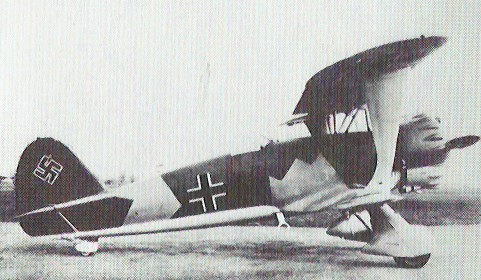
Hs 123 na letišti, 1939

Za druhé světové války byly letouny nasazeny při přepadení Polska, v kampani proti Francii, balkánském tažení a na východní frontě. Především na východní frontě se letoun velice osvědčil při bitevních akcích. Platilo to dokonce do té míry, že byla zvažována možnost obnovení jeho sériové výroby, kterou však už nebylo možné snadno obnovit a zbylé letouny byly vyřazovány až v roce 1944, po naprostém opotřebování a vyčerpání náhradních dílů.
Na východní frontě vykonávaly Hs 123 také rušivé noční přepady podobné těm, jaké prováděli Sověti na svých strojích Polikarpov Po-2. Stejně tak Němci užívali k této činnosti své dvouplošníky Henschel Hs 123, Heinkel He 46, Heinkel He 50, Gotha Go 145, Arado Ar 66 a další.

#### Polsko a Řecko
V době vypuknutí bojů bylo posledních 40 Hs 123 přidělených jednotce II.(Schlacht)/LG 2, která byla pod velením Majora Waltera Spielvogela nasazena do bojů v Polsku. Tato jednotka se ukázala jako zvlášť úspěšná. Kvíle nad hlavami nepřátelských vojáků Hs 123 shazoval své pumy s ničivou přesností. Odstrašující aspekt útoku Hs 123 byl hluk jeho motoru, který pilot mohl nastavit změnou otáček, čímž dosáhl zvuk podobný kulometné střelbě. Znovu prokázal schopnost snést velké poškození a následné bezpečné přistání. Pozemní personál považoval stroj za spolehlivý v polních podmínkách, operující z jednoduchých základen blízko fronty.
Polské tažení bylo pro letadlo, které nejvyšší velitelství Luftwaffe považovalo za zastaralé, velkým úspěchem. V průběhu roku byl Hs 123 znovu v akci při bleskových útocích na Nizozemsko a Francie. Generál Heinz Guderian byl mnohokrát okouzlen časem opakovaného nasazení jednotky II.(Schlacht)/LG 2. Na základnách Luftwaffe, které byly co nejvíce předsunuty k frontě. Hs 123 nalétaly více misí za den než jiné jednotky, a znovu a znovu dokázaly svou hodnotu při podpoře pozemních vojsk. Jelikož Ju 87 Stuka byla zatím nasazována spíš jako taktický bombardér než skutečný stroj k podpoře pozemních jednotek, Hs 123 pokračoval v této roli ještě nějakou dobu, protože jiný stroj podobných schopností nebyl Luftwaffe k dispozici. Přesto se počty Hs 123 neustále snižovaly v důsledku opotřebení.
Bitvy o Británii se Hs 123 nezúčastnil, protože Lamanšský průliv se ukázal jako značná překážka pro letadla s krátkým doletem. Jediná jednotka vybavena Hs 123, II.(Schlacht)/LG 2, se stáhla v létě 1940 do Německa k přezbrojení na typ Messerschmitt Bf 109E, což byla verze stíhacího bombardéru. Přestože Bf 109E neměl větší nosnost než Hs 123, měl větší dolet a byl schopen sebeobrany účinnější než Hs 123.
Na začátku balkánského tažení bylo 32 kusů Hs 123, které byly po pádu Francie vyřazeny, povoláno zpět do služby v jednotce 10.(Schl)/LG 2. Stroj si počínal dost dobře na to, aby byl nasazen i při operaci Barbarossa.

#### Východní fronta

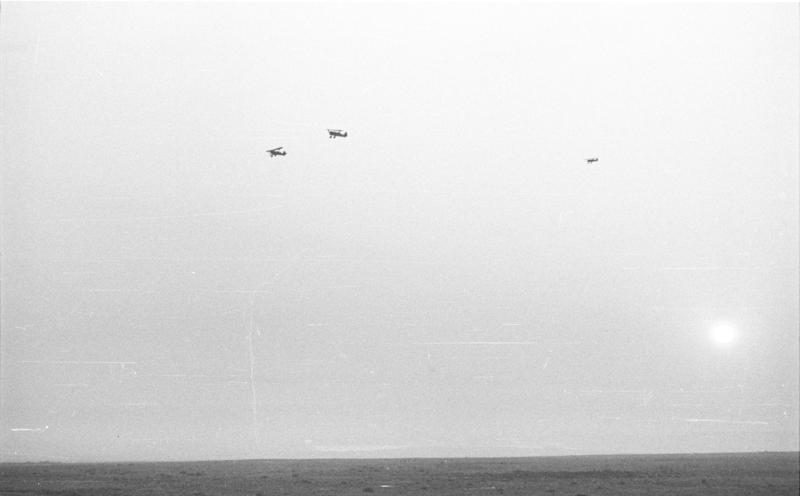
Trojice Hs 123 během letu v Rusku

Na začátku operace Barbarossa byla jedinou německou jednotkou, která byla určena pro přímou pozemní podporu byla II.(Schl)/LG 2 vybavená 38 stroji Bf 109 E a 22 Henschely Hs 123. Během služby na východní frontě byly zbylé Hs 123 upraveny sejmutím krytů podvozku, přidáním pancéřování, speciální výstrojí a také přidáním kulometů nebo dokonce kanónů MG FF ráže 20 mm pod křídla.
Během počáteční fáze se jednotka účastnila bojů nad severní a jižní částí fronty, včetně krátké služby během podpory bojů kolem Leningradu a také se účastnila bojů u Vjazmy a Brjansku. První týdny odhalily problémy s Bf 109E, které v jejich roli stíhacích bombardérů pronásledovaly problémy s podvozkem a motorem. Jejich vodou chlazený motor byl také zranitelnější zbraněmi menší ráže než hvězdicový motor Hs 123.
Zima přinesla potíže všem německým silám v SSSR a piloti v otevřených kokpitech Hs 123 velmi trpěli. Přesto se Hs 123 zúčastnily bojů o Moskvu. V lednu byla jednotka přejmenována na Sch.G 1 – první jednotku čistě orientovanou na pozemní útoky. Hs 123 byly zařazeny do jednotky 7./SchlG 1.
Tato „nová“ jednotka se v květnu 1942 zúčastnila bitvy o Sevastopol. Po ní operovala nějaký čas v jižním sektoru, zúčastníc se druhé bitvy o Charkov a později bojů o Stalingrad. Postupně se malý počet letuschopných Hs 123 stále zmenšoval. Letadla byla stažena z leteckých škol a dokonce z vrakovišť z celého Německa, aby nahradila ztráty. Junkers Ju 87, který měl být náhradou Hs 123, začal být také používán na podporu pozemních vojsk, zanechávaje taktické bombardování novějším typům.
Největší hold užitečnosti Hs 123 vzdal v lednu 1943 generálplukovník Wolfram von Richthofen, tehdejší velitel Luftflotte 4, když se ptal, jestli by byla možnost znovu začít s produkcí Hs 123; protože stroje si v dějišti bojů, kde si sníh, bláto a led vybraly vysokou daň na modernějších strojích, počínaly dobře. Nebylo to však možné, protože továrna Henschel již rozebrala všechny montážní linky a stroje v roce 1940.
Po tom, co se zúčastnila bojů u Kurska, se SG1 vrátila na Krym a tam během pozdního jara 1944 nakonec vyřadila letadlo, které si počínalo dobře nad celou Evropou, od Španělska po Leningrad. Poslední stroj Hs 123 vyměnila jednotka 7./SG 1 v polovině roku 1944 za Ju 87, typ, který ho měl nahradit již v roce 1937.
Hs 123, které ještě zůstaly letuschopné, byly přeřazeny na druhotné úkoly, jako například shazování zásob nebo tažení kluzáků.

## Uživatelé
- Čína – 9 kusů
- Německo – Luftwaffe
- Frankistické Španělsko – převzalo letouny z Legie Condor a zakoupilo dalších 11 kusů.

## Specifikace

### Technické údaje
- Osádka: 1 pilot
- Rozpětí: 10,5 m
- Délka: 8,3 m
- Výška: 3,2 m
- Nosná plocha: 28,85 m²
- Hmotnost prázdného letounu: 1504 kg
- Max. vzletová hmotnost: 2 217 kg
- Pohonná jednotka: 1 × vzduchem chlazený hvězdicový motor BMW 132Dc
  - Výkon motoru: 880 k

### Výkony
- Maximální rychlost: 340 km/h
- Cestovní rychlost: 317 km/h
- Dostup: 9000 m
- Dolet: 860 km

### Výzbroj
- 2 × synchronizovaný kulomet MG 17 ráže 7,92 mm
- 450 kg pum (obvykle 1× 250 kg, nebo 4 bomby o váze 50 kg, později 2 kanóny MG FF ráže 20 mm instalované pod dolním křídlem)